# Bill Szymczyk
William "Bill" Szymczyk, född 13 februari 1943 i Muskegon, Michigan, är en amerikansk skivproducent och tekniker inom rock och har arbetat med bland annat Eagles under 1970-talet. Han producerade albumet Face Dances från 1981 av The Who, som innehöll hitsingeln "You Better You Bet". Han har även producerat skivor med bland annat B. B. King, Dishwalla, Joe Walsh, Wishbone Ash, Michael Stanley, Grant Sparks, The James Gang, Tom Kimmel och Ford Theatre. Hans senare projekt under 2007 och 2008 inkluderar ett soloalbum av tidigare sångaren i Verve Pipe Brian Vander Ark och det nystartade bandet Stratos. Båda albumen ska ges ut i slutet av 2008. 
Szymczyk lever numera i Little Switzerland, North Carolina med sin hustru Lisi Szymczyk och deras söner, Michael, och Daniel, som båda är musiker.